# Ladies First (film, 1962)
Pour les articles homonymes, voir Ladies First.
Pour plus de détails, voir Fiche technique et Distribution.
Ladies First (好事成雙, Hao shi cheng shuang) est un film hongkongais réalisé par Evan Yang et sorti en 1962.

## Histoire
Deux jeunes filles de la bonne société, Chen Liu-chin et Zhang Li-hung, convoitent deux jeunes hommes au mode de vie plus modeste, Wang Shu et Li Jung, qui partagent un petit appartement. Problème : Liu-chin convoite Shu, qui convoite lui-même Li-hung, qui convoite elle-même Jung.
Les deux jeunes hommes sont par ailleurs professionnellement à la merci des deux jeunes filles par l'intermédiaire de leur réseau familial.
Chaque paire d'amis tente de faire tourner les choses selon ses vues, ce qui provoque une escalade des moyens employés, qui deviennent de plus en plus éthiquement discutables, voire illégaux et confinant au viol, jusqu'au dénouement final.

## Fiche technique
- Titre : Ladies First
- Titre original : 好事成雙 (Hao shi cheng shuang)
- Réalisation : Evan Yang
- Scénario : Wang Liu-Chao
- Société de production : Motion Pictures & General Investment Co. Ltd.
- Pays d'origine :  Hong Kong
- Langue originale : mandarin
- Format : Noir et blanc - 1,31:1 - Mono
- Genre : comédie
- Durée : 102 minutes
- Date de sortie : 1962

## Distribution
- Jeanette Lin Tsui : Chen Liu-chin
- Christine Pai Lu-ming : Zhang Li-hung
- Roy Chiao : Wang Shu
- Tien Ching : Li Jung
- Wang Lai : Mme. Chen
- Liu En-jia : un hédoniste
- David Chiang : petit frère facétieux de Li-hung